# 陳子語
陳子語（Ariel Chen，1990年1月25日—），台灣女演員，舊藝名陳思樺，畢業於東方設計大學影視藝術系表演藝術組，曾參與《情·份》、《戲說台灣》、《大愛電視劇》... 等戲劇演出。

## 演出作品

### 電視劇
| 年份 | 劇名                       | 角色          | 頻道                 |
| ---- | -------------------------- | ------------- | -------------------- |
| 2012 | 萌學園4時空戰役            |               | 東森幼幼台           |
| 2012 | 課間好時光一年二班(第二季) |               | 迪士尼頻道           |
| 2016 | 遺憾拼圖                   | 米雪兒        | TVBS歡樂台、台視     |
| 2017 | 黃金大天團                 | 楊慧馨        | 大愛電視台           |
| 2017 | 莒光園地(機車女孩)         | 林優璇        | 華視                 |
| 2018 | 情·份                      | 劉心亞(芽芽)  | 台視                 |
| 2018 | 我們與惡的距離             | 琪子          | 公視                 |
| 2019 | 百歲仁醫                   | 王美花        | 大愛電視台           |
| 2019 | 戲說台灣《椅仔姑送肉粽》   | 李麗真        | 三立台灣台           |
| 2020 | 戲說台灣《東山白骨精》     | 林美蘭        | 三立台灣台           |
| 2020 | 我家的美好時光             | 冷莉萍 (成年) | 大愛電視台           |
| 2020 | 戲說台灣《鬼姑婆點尪婿》   | 賴金花        | 三立台灣台           |
| 2020 | 生生世世                   | 阿月          | 台視                 |
| 2020 | 歲歲年年                   | 鄭詠琪        | 大愛電視台           |
| 2020 | 戲說台灣《送瘟神》         | 水鳥精        | 三立台灣台           |
| 2021 | 戲說台灣《毛蟹穴奇冤》     | 陳美珠        | 三立台灣台           |
| 2021 | 阿良的歸白人生             | 王玉芬        | 大愛電視台           |
| 2021 | 戲說台灣《逆轉香爐穴》     | 李三春        | 三立台灣台           |
| 2021 | 一個屋簷下                 | 金秘書        | 台視、三立都會台     |
| 2022 | 戲說台灣《甘蔗崙三界公》   | 蔡雪娟        | 三立台灣台           |
| 2022 | 戲說台灣《陰陽玄貓》       | 趙心玲        | 三立台灣台           |
| 2022 | 美麗人生                   | 陳曉娟        | 台視                 |
| 2022 | 戲說台灣《仙公祖斬桃花》   | 祝青竹        | 三立台灣台           |
| 2022 | 戲說台灣《來去陰陽界》     | 李春華        | 三立台灣台           |
| 2022 | 戲說台灣《蝦精搶靈穴》     | 蝦精          | 三立台灣台           |
| 2022 | 戲說台灣《蝦精搶靈穴》     | 劉英傑        | 三立台灣台           |
| 2022 | 戲說台灣《蝦精搶靈穴》     | 劉英霞        | 三立台灣台           |
| 2023 | 戲說台灣《獅王會十甲》     | 汪雪芬        | 三立台灣台           |
| 2023 | 欺妻49天                   | 洪秘          | 公視台語台、華視主頻 |

### 電視電影
| 年份 | 劇名     | 飾演   | 頻道             |
| ---- | -------- | ------ | ---------------- |
| 2017 | 紅塵梵谷 | 吳姍姍 | 華視、緯來電影台 |
| 2019 | 杏香     | 秀琴   | 華視             |
| 2019 | 青 春夢  | 琬婷   | 華視             |

### 微電影
| 年份 | 片名                                   | 飾演       |
| ---- | -------------------------------------- | ---------- |
| 2017 | 文化部台南美學館《記憶的溫度》上集下集 | Sandy      |
| 2017 | 得恩堂《看見你的世界》                 |            |
| 2017 | birkenstock《與子鞋老》                | 琪琪       |
| 2017 | 台北書街《躲貓貓》                     |            |
| 2017 | 台南反毒《費納奇》                     |            |
| 2018 | 衛福部社福《家庭作業》                 | 小婷       |
| 2018 | 築間鍋物《築間小時光》                 |            |
| 2018 | Myfone行動創作《空間》                 |            |
| 2018 | 長照2.0《給付支付新制篇》              | 個案管理師 |
| 2019 | birkenstock《與父同行》                | 妞妞       |

### 廣告
- 2016年: 快取寶 - 中秋節預約一個中秋吧！玉兔下凡篇[5]
- 2016年: 大潤發《因為你，生活開始不一樣》
- 2017年: 盲用電子圖書閱讀系統-說書APP[6]
- 2017年: 雙向翻譯機《女友翻譯機》[7]
- 2017年: 燁輝鋼鐵《鋼鐵牛排》[8]
- 2018年: Power Sleep知識睡眠館《AI智能床墊》[9]
- 2018年: 年長者顧好APP[10]
- 2018年: 家樂福《人氣火鍋開箱》[11]
- 2018年: 長照2.0《喘息服務篇》[12]

### 舞台劇
- 2006年: 屏風表演班《女兒紅》
- 2007年: 小青蛙兒童劇團《救難小英雄》(全臺巡迴、溫洲)
- 2011年: 布拉格短劇
- 2012年: 莎士比亞的異響拼圖

### 獨立短片/學生製片
- 2009年: 傳播勇士
- 2010年: 杏歡
- 2010年: 抽屜裡的秘密
- 2010年: 那年的立可白正字
- 2013年: 深秋的青春
- 2013年: To Her
- 2014年: 品淨
- 2014年: IRIS
- 2014年: 邊緣少女
- 2015年: 畫的名字
- 2016年: 焉久青春
- 2016年: 第五個人
- 2016年: 誰殺了知更鳥
- 2016年: 凝視
- 2016年: 盛夏的答案
- 2016年: 那個布丁
- 2017年: 第三者
- 2017年: 臆；花
- 2017年: 隱形的自己
- 2017年: 賦愛
- 2017年: 天黑請閉眼-番外篇-真相
- 2017年: 我憑什麼想念你
- 2017年: 彼岸
- 2017年: 婚前幸行為
- 2017年: 謎鏡
- 2018年: 歸途
- 2018年: 三月四日晴

## 外部連結
- 陳子語Ariel的Facebook專頁
- 陳子語Ariel的Instagram帳戶